# Phragmipedium klotzschianum
Phragmipedium klotzschianum är en orkidéart som först beskrevs av Heinrich Gustav Reichenbach, och fick sitt nu gällande namn av Robert Allen Rolfe. Phragmipedium klotzschianum ingår i släktet Phragmipedium och familjen orkidéer. Inga underarter finns listade i Catalogue of Life.

## Bildgalleri

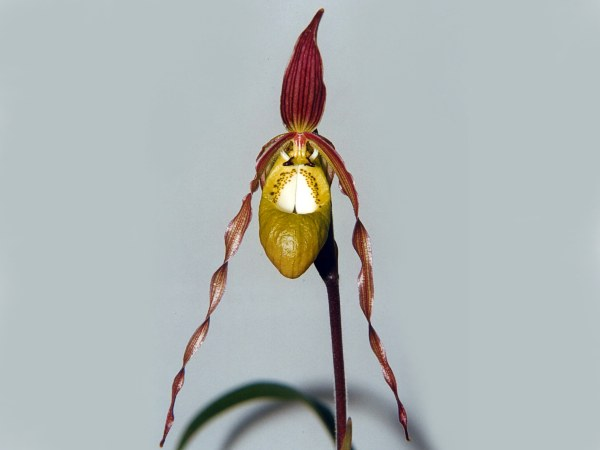
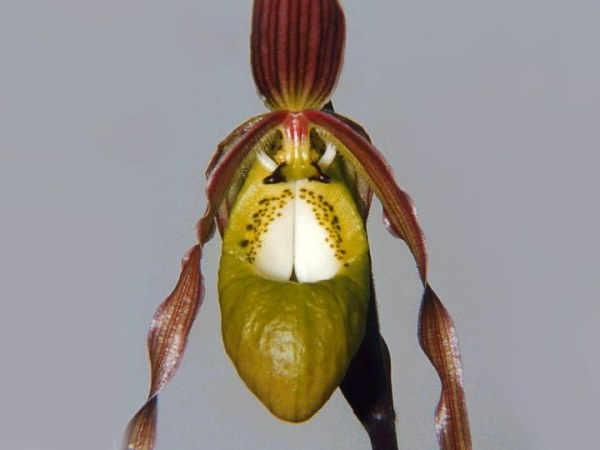
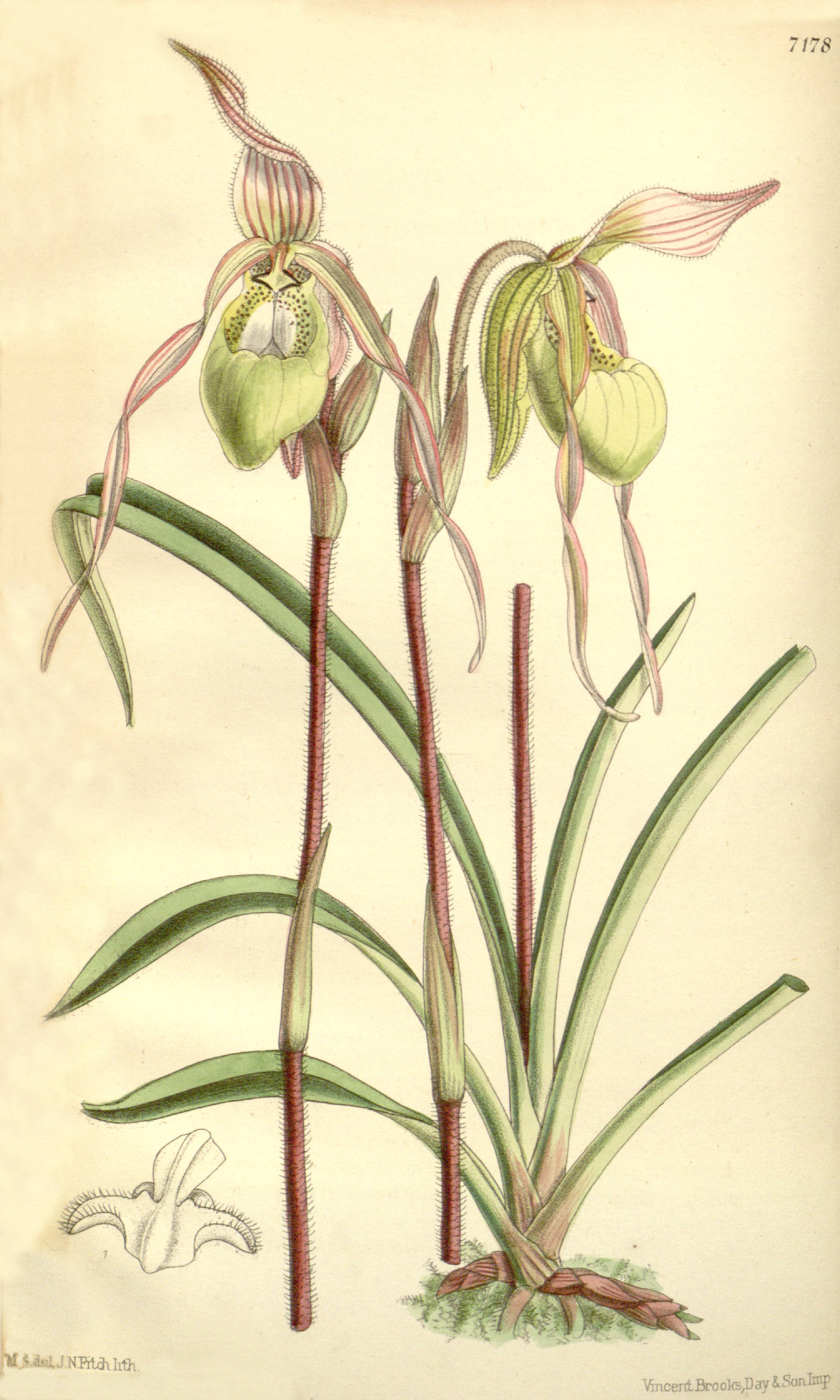